# Jørgen Hansen (piłkarz)
Jørgen Ludvig Hansen (ur. 24 grudnia 1931 w Østermarie, zm. 30 kwietnia 1986 w Næstved) – duński piłkarz grający na pozycji pomocnika. W swojej karierze rozegrał 23 mecze i strzelił 3 gole w reprezentacji Danii.

## Kariera klubowa
Całą swoją karierę piłkarską Hansen spędził w klubie Næstved IF. Zadebiutował w nim w 1951 roku w duńskiej lidze i grał w nim do 1964 roku.

## Kariera reprezentacyjna
W reprezentacji Danii Hansen zadebiutował 13 marca 1955 roku w zremisowanym 1:1 towarzyskim meczu z Holandią, rozegranym w Amsterdamie. W 1960 roku zdobył srebrny medal Igrzyskach Olimpijskich w Rzymie. W kadrze narodowej od 1955 do 1962 roku rozegrał 23 spotkania i zdobył 3 bramki.